# Francescone
Francescone è il nome comune dato a una moneta d'argento del Granducato di Toscana emessa per la prima volta da Francesco I di Lorena che sostituì l'ultimo dei Medici, Gian Gastone de' Medici nel  1737. Si pensa che volesse coniare questa nuova moneta anche per dare una nuova impronta alla vita dei sudditi.
La moneta rimase sempre con il primo nome fino all'ultimo regnante della famiglia dei Lorena ovvero Leopoldo II di Toscana ed egli emise il francescone con la sua effigie (al dritto il granduca ed al rovescio lo stemma granducale di Toscana e la scritta "SVSCEPTOR NOSTER DEVS") dal 1826 fino  al 1859 quando tutta la monetazione del Granducato fu convertita alla lira ed ai centesimi.
Il francescone aveva un peso di 27,50 g al 917/1000 e ø 41 mm.
Il suo valore era pari a 4 fiorini toscani d'argento o a 10 paoli.